# یواس‌اس تانتوگنی (وای‌تی‌بی-۸۲۱)
یواس‌اس تانتوگنی (وای‌تی‌بی-۸۲۱) (به انگلیسی: USS Tontogany (YTB-821)) یک کشتی بود که طول آن ۱۰۸ فوت (۳۳ متر) بود. این کشتی در سال ۱۹۷۳ ساخته شد.